# Список акронімів української мови (Е)
Список акронімів української мови, які починаються з літери «Е»:
- ЕАМ (грец. ΕΑΜ: Εθνικό Απελευθερωτικό Μέτωπο) — Національно-визвольний фронт Греції
- ЕАН — Економічно активне населення
- ЕАПЦ — Естонська апостольсько-православна церква
- ЕБК — Електронний блок керування
- ЕВ — Електронвольт
- ЕВРАМЕТ (англ. EURAMET: European Association of National Metrology Institutes) — Європейська асоціація національних метрологічних установ
- ЕГП — Економіко-географічне положення
- ЕДЕС (грец. ΕΔΕΣ: Εθνικός Δημοκρατικός Ελληνικός Σύνδεσμος) — Народна республіканська грецька ліга
- ЕДСУ(інші мови) — Електродистанційна система управління
- ЕЕГ — Електроенцефалограма
- ЕЗЛ — Емітерно-зв'язана логіка
- ЕІ — Емоційний інтелект
- ЕІУ — Енциклопедія історії України
- ЕКГ — Електрокардіографія
- ЕКЗ — Екстракорпоральне (штучне) запліднення
- ЕКМО — Екстракорпоральна мембранна оксигенація
- ЕКЮ (англ. ECU: European Currency Unit) — європейська грошова одиниця, попередниця євро
- ЕЛАС (грец. ΕΛΑΣ: Ελληνικός Λαϊκός Απελευθερωτικός Στρατός) — Народно-визвольна армія Греції
- ЕМЕА (англ. EMEA: Europe, the Middle East and Africa) — географічний регіон, який включає Європу, Близький Схід та Африку
- ЕНІАК (англ. ENIAC: Electronic Numerical Integrator and Computer) — перший у світі програмований комп'ютер, створений у 40-х роках 20-го століття в США
- ЕОД — Електроодонтодіагностика
- ЕОКА (грец. ΕΟΚΑ: Εθνική Οργάνωσις Κυπρίων Αγωνιστών) — Національна організація звільнення Кіпру
- ЕОМ — Електронна обчислювальна машина
- ЕОР — Електронний освітній ресурс
- ЕПАС — Експериментальний політ «Аполлон» — «Союз»
- ЕПГ — Електропневматичні гальма
- ЕПР — Електронний парамагнітний резонанс
- ЕПР — Ендоплазматичний ретикулум
- ЕПР — Ефективна площа розсіювання
- ЕПР — Парадокс Ейнштейна — Подольського — Розена
- ЕПРОП — Експедиція підводних робіт особливого призначення
- ЕПТ — Електронно-променева трубка
- ЕПЦ — Елладська православна церква
- ЕРС — Електрорушійна сила
- ЕРСР — Естонська Радянська Соціалістична Республіка
- ЕСБЄ — Енциклопедичний словник Брокгауза і Єфрона
- ЕСС — Еволюційно стабільна стратегія
- ЕСТ — Енциклопедія сучасної України
- ЕСУ — Енциклопедія сучасної України
- ЕСУД — Електронно-цифрова система управління двигуном
- ЕТА (баск. ETA: Euskadi Ta Askatasuna) — терористична організація, яка добивається незалежності Країни Басків
- ЕУ — Енциклопедія українознавства
- ЕхоКГ — Ехокардіографія
- ЕЦП — Електронний цифровий підпис